# Discografie van Ireen Sheer
Deze discografie is een overzicht van het muzikale werk van de Duits-Britse schlagerzangeres Ireen Sheer. Haar meest succesvolle publicatie is de single Goodbye Mama, waarmee ze top 10-successen vierde in Duitsland en Zwitserland.

## Albums

### Studioalbums
| Jaar | Titel Muzieklabel                   | Hitlijstklassering | Hitlijstklassering | Hitlijstklassering | Opmerkingen                          |
| Jaar | Titel Muzieklabel                   | DE                 | AT                 | CH                 | Opmerkingen                          |
| ---- | ----------------------------------- | ------------------ | ------------------ | ------------------ | ------------------------------------ |
| 1972 | Keine liebt dich so wie ich Polydor | —                  | —                  | —                  | Eerste publicatie: 1972              |
| 1974 | Nur noch einen Tanz Polydor         | —                  | —                  | —                  | Eerste publicatie: 1974              |
| 1974 | English Favorites Polydor           | —                  | —                  | —                  | Eerste publicatie: 1974              |
| 1979 | Ireen Sheer EMI                     | —                  | —                  | —                  | Eerste publicatie: augustus 1979     |
| 1991 | Ireen Sheer EMI                     | —                  | —                  | —                  | Eerste publicatie: november 1991     |
| 1993 | Das gewisse Etwas Activ             | —                  | —                  | —                  | Eerste publicatie: 11 oktober 1993   |
| 1995 | Tanz mit mir AME                    | —                  | —                  | —                  | Eerste publicatie: 30 november 1995  |
| 1997 | Ich vermisse Dich Koch              | —                  | —                  | —                  | Eerste publicatie: 17 maart 1997     |
| 1998 | Weil Du mein Leben bist Koch        | —                  | —                  | —                  | Eerste publicatie: 10 november 1998  |
| 2000 | Ein Kuss … Koch                     | —                  | —                  | —                  | Eerste publicatie: 16 oktober 2000   |
| 2001 | Zeitlos Koch                        | —                  | —                  | —                  | Eerste publicatie: 19 oktober 2001   |
| 2003 | Leben heißt lieben Koch             | —                  | —                  | —                  | Eerste publicatie: 22 april 2003     |
| 2005 | Bin wieder verliebt White           | 55 (2 weken)       | —                  | —                  | Eerste publicatie: 12 september 2005 |
| 2007 | Mein Weg zu Dir White               | —                  | —                  | —                  | Eerste publicatie: 16 maart 2007     |
| 2008 | Frei Gloriella                      | 90 (1 week)        | —                  | —                  | Eerste publicatie: 11 juli 2008      |
| 2010 | Männer Gloriella                    | —                  | —                  | —                  | Eerste publicatie: 7 mei 2010        |
| 2012 | Heller als die Sterne Gloriella     | —                  | —                  | —                  | Eerste publicatie: 24 februari 2012  |
| 2015 | Showtime Firework                   | —                  | —                  | —                  | Eerste publicatie: 18 september 2015 |
| 2022 | Auf Wiedersehn – Goodbye Telamo     | 35 (1 week)        | —                  | 75 (1 week)        | Eerste publicatie: 14 januari 2022   |

### Gezamenlijke albums
| Jaar | Titel Muzieklabel           | Opmerkingen                                            |
| ---- | --------------------------- | ------------------------------------------------------ |
| 2002 | Es ist niemals zu spät Koch | Eerste publicatie: 22 februari 2002 met Bernhard Brink |

### Compilaties
| Jaar | Titel Muzieklabel                            | Hitlijstklassering | Hitlijstklassering | Hitlijstklassering | Opmerkingen                          |
| Jaar | Titel Muzieklabel                            | DE                 | AT                 | CH                 | Opmerkingen                          |
| ---- | -------------------------------------------- | ------------------ | ------------------ | ------------------ | ------------------------------------ |
| 1976 | Addio amore mio Polydor                      | —                  | —                  | —                  | Eerste publicatie: mei 1976          |
| 2013 | Jetzt oder nie – Ihre größten Hits Gloriella | —                  | —                  | —                  | Eerste publicatie: 13 september 2013 |
| 2019 | Ich muss mir nichts mehr beweisen Telamo     | 40 (1 week)        | —                  | —                  | Eerste publicatie: 22 februari 2019  |
| 2021 | Story meines Lebens Telamo                   | —                  | —                  | —                  | Eerste publicatie: 23 juli 2021      |

### Soundtracks
| Jahr | Titel Musiklabel                        | Anmerkungen                               |
| ---- | --------------------------------------- | ----------------------------------------- |
| 1973 | Wenn jeder Tag ein Sonntag wär’ Polydor | Eerste publicatie: 1973 met Chris Roberts |

### Kerstalbums
| Jaar | Titel Muzieklabel                     | Opmerkingen                        |
| ---- | ------------------------------------- | ---------------------------------- |
| 2009 | Weihnachten mit Ireen Sheer Gloriella | Eerste publicatie: 6 november 2009 |

## Singles

### Als leadmuzikante
| Jaar | Titel Album                                                                                  | Hitlijstklassering | Hitlijstklassering | Hitlijstklassering | Opmerkingen |
| Jaar | Titel Album                                                                                  | DE                 | AT                 | CH                 | Opmerkingen |
| ---- | -------------------------------------------------------------------------------------------- | ------------------ | ------------------ | ------------------ | --- |
| 1970 | Big Yellow Taxi English Favorites                                                            | —                  | —                  | —                  | Eerste publicatie: 15 mei 1970 Origineel: Joni Mitchell                                                              |
| 1970 | Hey Pleasure Man (Engelse versie) / Oh Holiday (Duitse versie) English Favorites             | —                  | —                  | —                  | Eerste publicatie: 20 november 1970 (EN-versie) Eerste publicatie: 1971 (DE-versie)                                  |
| 1971 | Another Place Another Time English Favorites                                                 | —                  | —                  | —                  | Eerste publicatie: 1971 Origineel: The Magic Lanterns                                                                |
| 1971 | Many Rivers English Favorites                                                                | —                  | —                  | —                  | Eerste publicatie: 26 november 1971                                                                                  |
| 1972 | Oh Love, My Love Keine liebt dich so wie ich                                                 | —                  | —                  | —                  | Eerste publicatie: 1972 Origineel: Pop Tops – Oh Lord, Why Lord                                                      |
| 1972 | Keine liebt dich so wie ich                                                                  | —                  | —                  | —                  | Eerste publicatie: 1972                                                                                              |
| 1973 | Ein Mädchen und ein Mann –                                                                   | —                  | —                  | —                  | Eerste publicatie: januari 1973 Origineel: Peter Skellern – You’re a Lady                                            |
| 1973 | Goodbye Mama Wenn jeder Tag ein Sonntag wär’                                                 | 5 (18 weken)       | —                  | 2 (12 weken)       | Eerste publicatie: april 1973                                                                                        |
| 1973 | Und wenn die Sonne scheint, denkt keiner an den Regen Wenn jeder Tag ein Sonntag wär’        | —                  | —                  | —                  | Eerste publicatie: september 1973                                                                                    |
| 1974 | Nur noch einen Tanz                                                                          | —                  | —                  | —                  | Eerste publicatie: februari 1974                                                                                     |
| 1974 | Bye Bye I Love You English Favorites                                                         | —                  | —                  | —                  | Eerste publicatie: maart 1974 Plaats 4/18 bij ESC 1974                                                               |
| 1974 | Thank You (Duitse versie) Thank You (Franse versie) Addio amore mio                          | —                  | —                  | —                  | Eerste publicatie: juni 1974 (DE-versie) Eerste publicatie: april 1975 (FR-versie)                                   |
| 1975 | Hinter dem weißen Berg –                                                                     | —                  | —                  | —                  | Eerste publicatie: maart 1975                                                                                        |
| 1975 | Ach, laß mich noch einmal in deine Augen seh’n Addio amore mio                               | —                  | —                  | —                  | Eerste publicatie: oktober 1975                                                                                      |
| 1976 | Addio amore mio (… wir seh’n uns nächstes Jahr) Addio amore mio                              | —                  | —                  | —                  | Eerste publicatie: 1 maart 1976                                                                                      |
| 1976 | Der Sommer kam zu mir –                                                                      | —                  | —                  | —                  | Eerste publicatie: augustus 1976                                                                                     |
| 1976 | Du bist das, was ich will –                                                                  | —                  | —                  | —                  | Eerste publicatie: september 1976 met Gavin Du Porter; Origineel: Elton John & Kiki Dee – Don’t Go Breaking My Heart |
| 1977 | Mach die Augen zu –                                                                          | 45 (1 week)        | —                  | —                  | Eerste publicatie: juni 1977                                                                                         |
| 1977 | Du mußt nicht mehr weinen, Maria –                                                           | —                  | —                  | —                  | Eerste publicatie: december 1977                                                                                     |
| 1978 | Hey Junge, sag das noch einmal –                                                             | —                  | —                  | —                  | Eerste publicatie: januari 1978                                                                                      |
| 1978 | Feuer / Fire (Engelse versie) Ireen Sheer                                                    | 39 (5 weken)       | —                  | —                  | Eerste publicatie: maart 1978 (DE-versie) Eerste publicatie: 24 april 1978 (EN-versie) Plaats 6/20 bij ESC 1978      |
| 1978 | Hey Mr. Musicman Ireen Sheer                                                                 | —                  | —                  | —                  | Eerste publicatie: augustus 1978                                                                                     |
| 1979 | Wo soll denn die Liebe bleiben? Ireen Sheer                                                  | —                  | —                  | —                  | Eerste publicatie: april 1979                                                                                        |
| 1979 | Das Lied der schönen Helena Ireen Sheer                                                      | —                  | —                  | —                  | Eerste publicatie: september 1979                                                                                    |
| 1980 | Spiel das nochmal –                                                                          | —                  | —                  | —                  | Eerste publicatie: 14 april 1980                                                                                     |
| 1980 | Xanadu Tanz mit mir                                                                          | —                  | —                  | —                  | Eerste publicatie: augustus 1980 Origineel: Olivia Newton-John & Electric Light Orchestra                            |
| 1981 | Liebe auf Eis / L’amour Est Mort (Franse versie) –                                           | —                  | —                  | —                  | Eerste publicatie: 26 mei 1981 met Gilbert Bécaud Origineel: Neil Diamond – Love on the Rocks                        |
| 1981 | Nur ein Clown versteckt die Tränen –                                                         | —                  | —                  | —                  | Eerste publicatie: juni 1981                                                                                         |
| 1981 | Geh, wenn du willst –                                                                        | —                  | —                  | —                  | Eerste publicatie: 26 oktober 1981                                                                                   |
| 1982 | Hätt’ ich nur ein Wort gesagt –                                                              | —                  | —                  | —                  | Eerste publicatie: 1982                                                                                              |
| 1982 | Erst wenn die Sonne nicht mehr scheint –                                                     | —                  | —                  | —                  | Eerste publicatie: 1982                                                                                              |
| 1983 | Ich hab’ Gefühle –                                                                           | —                  | —                  | —                  | Eerste publicatie: 17 augustus 1983                                                                                  |
| 1984 | State of Emergency –                                                                         | —                  | —                  | —                  | Eerste publicatie: juli 1984                                                                                         |
| 1985 | Hab’ ich dich heut’ Nacht verloren? –                                                        | —                  | —                  | —                  | Eerste publicatie: 2 august 1985                                                                                     |
| 1985 | Children, Kinder, Enfants So viele Lieder sind in mir: Ralph Siegel – Ein Komponistenporträt | —                  | —                  | —                  | Eerste publicatie: 1985 Plaats 13/19 bij ESC 1985; met Margo, F. Olivier, D. Solomon, M. Roberts & C. Roberts        |
| 1986 | Wenn du eine Frau wärst und ich wär’ ein Mann –                                              | —                  | —                  | —                  | Eerste publicatie: juli 1986                                                                                         |
| 1987 | Who Is Sylvia? –                                                                             | —                  | —                  | —                  | Eerste publicatie: 1987 met Marco Bakker                                                                             |
| 1988 | Ich bin da Ireen Sheer (1991)                                                                | —                  | —                  | —                  | Eerste publicatie: mei 1988                                                                                          |
| 1989 | Liebe macht stark Ireen Sheer (1991)                                                         | —                  | —                  | —                  | Eerste publicatie: augustus 1989                                                                                     |
| 1990 | Die Frau, die bleibt Ireen Sheer (1991)                                                      | —                  | —                  | —                  | Eerste publicatie: maart 1990                                                                                        |
| 1990 | Fantasy Island Ireen Sheer (1991)                                                            | —                  | —                  | —                  | Eerste publicatie: september 1990                                                                                    |
| 1991 | Heut’ abend hab’ ich Kopfweh Ireen Sheer (1991)                                              | 47 (7 weken)       | —                  | —                  | Eerste publicatie: april 1991 Origineel: Hanny – Maar vanavond heb ik hoofdpijn                                      |
| 1991 | Seit Du fort bist Ireen Sheer (1991)                                                         | —                  | —                  | —                  | Eerste publicatie: oktober 1991                                                                                      |
| 1992 | Du gehst fort Das gewisse Etwas                                                              | —                  | —                  | —                  | Eerste publicatie: juli 1992 met Bernhard Brink Origineel: Alain Barrière & Noëlle Cordier – Tu t’en vas             |
| 1993 | Wahnsinn Das gewisse Etwas                                                                   | —                  | —                  | —                  | Eerste publicatie: april 1993                                                                                        |
| 1993 | Komm, ich mach das schon Das gewisse Etwas                                                   | —                  | —                  | —                  | Eerste publicatie: 4 oktober 1993                                                                                    |
| 1994 | Schöner Mann Das gewisse Etwas                                                               | —                  | —                  | —                  | Eerste publicatie: april 1994                                                                                        |
| 1994 | Das gewisse Etwas                                                                            | —                  | —                  | —                  | Eerste publicatie: oktober 1994                                                                                      |
| 1995 | African Blue Tanz mit mir                                                                    | —                  | —                  | —                  | Eerste publicatie: 21 september 1995                                                                                 |
| 1995 | The First Noel –                                                                             | —                  | —                  | —                  | Eerste publicatie: november 1995                                                                                     |
| 1995 | Zwei Herzen – ein Gedanke Tanz mit mir                                                       | —                  | —                  | —                  | Eerste publicatie: 1995 met Gavin Du Porter                                                                          |
| 1996 | Prima Ballerina Tanz mit mir                                                                 | —                  | —                  | —                  | Eerste publicatie: 11 april 1996                                                                                     |
| 1996 | Der Hit auf Hit Mix Ich vermisse Dich                                                        | —                  | —                  | —                  | Eerste publicatie: 15 juli 1996                                                                                      |
| 1996 | Genau wie Du Ich vermisse Dich                                                               | —                  | —                  | —                  | Eerste publicatie: 15 augustus 1996                                                                                  |
| 1996 | Nina Bobo Ich vermisse Dich                                                                  | —                  | —                  | —                  | Eerste publicatie: 5 september 1996                                                                                  |
| 1997 | Ich vermisse Dich                                                                            | —                  | —                  | —                  | Eerste publicatie: 3 januari 1997                                                                                    |
| 1997 | Solange tanz ich allein Ich vermisse Dich                                                    | —                  | —                  | —                  | Eerste publicatie: 16 juni 1997                                                                                      |
| 1997 | Heute Nacht bist Du da Ich vermisse Dich                                                     | —                  | —                  | —                  | Eerste publicatie: 1 oktober 1997                                                                                    |
| 1998 | Männer wie Du Ich vermisse Dich                                                              | —                  | —                  | —                  | Eerste publicatie: 2 maart 1998                                                                                      |
| 1998 | Tennessee Waltz Weil Du mein Leben bist                                                      | —                  | —                  | —                  | Eerste publicatie: 9 oktober 1998 Origineel: Cowboy Copas                                                            |
| 1999 | Manchmal in der Nacht Weil Du mein Leben bist                                                | —                  | —                  | —                  | Eerste publicatie: 6 mei 1999                                                                                        |
| 2000 | Lüg’ – wenn Du kannst Weil Du mein Leben bist                                                | —                  | —                  | —                  | Eerste publicatie: 10 januar 2000                                                                                    |
| 2000 | Ein Kuss von Dir Ein Kuss …                                                                  | —                  | —                  | —                  | Eerste publicatie: 4 augustus 2000                                                                                   |
| 2001 | Ich kann für nichts garantieren Ein Kuss …                                                   | —                  | —                  | —                  | Eerste publicatie: 18 januar 2001                                                                                    |
| 2001 | Farewell and Goodbye Zeitlos                                                                 | —                  | —                  | —                  | Eerste publicatie: 20 juli 2001                                                                                      |
| 2001 | Wer kann dir schon widersteh’n Zeitlos                                                       | —                  | —                  | —                  | Eerste publicatie: 16 november 2001                                                                                  |
| 2002 | Es ist niemals zu spät                                                                       | —                  | —                  | —                  | Eerste publicatie: 8 februari 2002 met Bernhard Brink                                                                |
| 2002 | Jede Nacht mit dir ist Wahnsinn Zeitlos                                                      | —                  | —                  | —                  | Eerste publicatie: 24 april 2002                                                                                     |
| 2004 | A domani amore Bin wieder verliebt                                                           | —                  | —                  | —                  | Eerste publicatie: 2 augustus 2004                                                                                   |
| 2004 | Ich hab’ den Himmel geseh’n Bin wieder verliebt                                              | —                  | —                  | —                  | Eerste publicatie: 25 oktober 2004                                                                                   |
| 2005 | I Do Love You Bin wieder verliebt                                                            | —                  | —                  | —                  | Eerste publicatie: 14 februari 2005                                                                                  |
| 2005 | Frauen ab 40 sind der Hit Ein Kuss …                                                         | —                  | —                  | —                  | Eerste publicatie: 12 april 2005                                                                                     |
| 2005 | Bin wieder verliebt                                                                          | —                  | —                  | —                  | Eerste publicatie: 17 mei 2005                                                                                       |
| 2005 | Heut’ verkauf’ ich meinen Mann Bin wieder verliebt                                           | —                  | —                  | —                  | Eerste publicatie: 15 augustus 2005                                                                                  |
| 2005 | Bitte geh Bin wieder verliebt                                                                | —                  | —                  | —                  | Eerste publicatie: 7 september 2005                                                                                  |
| 2006 | Du bist heut’ Nacht nicht allein Bin wieder verliebt                                         | —                  | —                  | —                  | Eerste publicatie: 10 maart 2006                                                                                     |
| 2006 | La bella bella musica Bin wieder verliebt                                                    | —                  | —                  | —                  | Eerste publicatie: april 2006                                                                                        |
| 2006 | Du und ich Mein Weg zu Dir                                                                   | —                  | —                  | —                  | Eerste publicatie: 3 november 2006                                                                                   |
| 2008 | Ich bin wieder da Mein Weg zu Dir                                                            | —                  | —                  | —                  | Eerste publicatie: augustus 2007                                                                                     |
| 2008 | Hand aufs Herz Frei                                                                          | —                  | —                  | —                  | Eerste publicatie: 28 maart 2008                                                                                     |
| 2008 | Buona sera cara mia Frei                                                                     | —                  | —                  | —                  | Eerste publicatie: juni 2008                                                                                         |
| 2008 | Dann kamst Du Frei                                                                           | —                  | —                  | —                  | Eerste publicatie: 13 juni 2008                                                                                      |
| 2010 | Ach, lass’ mich noch einmal Männer                                                           | —                  | —                  | —                  | Eerste publicatie: 22 januar 2010                                                                                    |
| 2011 | Wahnsinn 2011 Heller als die Sterne                                                          | —                  | —                  | —                  | Eerste publicatie: 23 september 2011                                                                                 |
| 2011 | Nimm meine Hand Heller als die Sterne                                                        | —                  | —                  | —                  | Eerste publicatie: 12 oktober 2011                                                                                   |
| 2011 | Ich glaube an Engel Heller als die Sterne                                                    | —                  | —                  | —                  | Eerste publicatie: 25 november 2011                                                                                  |
| 2015 | Du wirst mir fehlen –                                                                        | —                  | —                  | —                  | Eerste publicatie: 17 april 2015                                                                                     |
| 2015 | Wie ein Feuerwerk Showtime                                                                   | —                  | —                  | —                  | Eerste publicatie: 30 april 2015                                                                                     |
| 2015 | Der perfekte Moment Showtime                                                                 | —                  | —                  | —                  | Eerste publicatie: 21 augustus 2015                                                                                  |
| 2015 | Santa Claus, spann die Rentiere ein –                                                        | —                  | —                  | —                  | Eerste publicatie: 6 november 2015                                                                                   |
| 2015 | Diamanten Showtime                                                                           | —                  | —                  | —                  | Eerste publicatie: 4 december 2015                                                                                   |
| 2016 | Heiss und kalt Showtime                                                                      | —                  | —                  | —                  | Eerste publicatie: 29 januari 2016                                                                                   |
| 2016 | Zeit zum Leben Showtime                                                                      | —                  | —                  | —                  | Eerste publicatie: 25 maart 2016                                                                                     |
| 2016 | Celebrar uma festa Ich muss mir nichts mehr beweisen                                         | —                  | —                  | —                  | Eerste publicatie: 10 juni 2016                                                                                      |
| 2017 | Ich werde tanzen geh’n Ich muss mir nichts mehr beweisen                                     | —                  | —                  | —                  | Eerste publicatie: 3 maart 2017                                                                                      |
| 2017 | Du bist mein allergrößter Fehler Ich muss mir nichts mehr beweisen                           | —                  | —                  | —                  | Eerste publicatie: 30 juni 2017                                                                                      |
| 2018 | Was Du nicht weißt Ich muss mir nichts mehr beweisen                                         | —                  | —                  | —                  | Eerste publicatie: 19 januari 2018                                                                                   |
| 2018 | Hello Mr. Universe Ich muss mir nichts mehr beweisen                                         | —                  | —                  | —                  | Eerste publicatie: 22 juni 2018                                                                                      |
| 2019 | Du bist wie ein Wirbelwind Ich muss mir nichts mehr beweisen                                 | —                  | —                  | —                  | Eerste publicatie: 25 januari 2019                                                                                   |
| 2020 | Ich will die Frau sein, die dich liebt Story meines Lebens                                   | —                  | —                  | —                  | Eerste publicatie: 7 augustus 2020                                                                                   |
| 2020 | Ich würd so gerne noch einmal Story meines Lebens                                            | —                  | —                  | —                  | Eerste publicatie: 20 november 2020                                                                                  |
| 2021 | Story meines Lebens                                                                          | —                  | —                  | —                  | Eerste publicatie: 19 maart 2021                                                                                     |
| 2021 | Immer wenn ich tanzen kann Auf Wiedersehn – Goodbye                                          | —                  | —                  | —                  | Eerste publicatie: 30 juli 2021                                                                                      |
| 2021 | Abschied ist wie ein neues Leben Auf Wiedersehn – Goodbye                                    | —                  | —                  | —                  | Eerste publicatie: 27 november 2021                                                                                  |

### Als gastmuzikante
| Jaar | Titel Album                                          | Opmerkingen                                                            |
| ---- | ---------------------------------------------------- | ---------------------------------------------------------------------- |
| 2012 | Maybe Tonight Need 2 C You                           | Eerste publicatie: 21 september 2012 The Rattles feat. Ireen Sheer     |
| 2015 | Wer die Augen schließt (wird nie die Wahrheit seh’n) | Eerste publicatie: 3 december 2015 als Teil von Mut zur Menschlichkeit |
| 2017 | Auf einmal –                                         | Eerste publicatie: november 2017 als deel van Schlagerstars für Kinder |
| 2021 | Wie ein Land –                                       | Eerste publicatie: 30 juli 2021 met Various Artists                    |

## Videoalbums en muziekvideo's

### Videoalbums
| Jaar | Titel Muzieklabel                            | Opmerkingen                         |
| ---- | -------------------------------------------- | ----------------------------------- |
| 2001 | Ein Kuss … – Frühling in Mallorca Koch Music | Eerste publicatie: 20 november 2001 |

### Muziekvideo's
| Jaar | Titel                                                | Regisseur(s)  |
| ---- | ---------------------------------------------------- | ------------- |
| 2015 | Wer die Augen schließt (wird nie die Wahrheit seh’n) | Thomas Jünger |
| 2019 | Du bist wie ein Wirbelwind                           |               |
| 2019 | Keiner lässt mich fliegen so wie Du                  |               |
| 2021 | Story meines Lebens                                  |               |
| 2022 | Goodbye                                              |               |

## Bijzondere publicaties
| Jaar | Titel Album                                                   | Opmerkingen                                                                                      |
| ---- | ------------------------------------------------------------- | ------------------------------------------------------------------------------------------------ |
| 2012 | Maybe Tonight Need 2 C You                                    | Eerste publicatie: 21 september 2012 The Rattles feat. Ireen Sheer                               |
| 2013 | Hände zum Himmel                                              | Eerste publicatie: 13 september 2013 Sascha Heyna feat. Ireen Sheer; origineel: Hansi Hinterseer |
| 2016 | Schön, dass es dich gibt Mittenrein ins Glück                 | Eerste publicatie: 29 april 2016 Patrick Lindner met Ireen Sheer                                 |
| 2018 | Rosen ohne Dornen (medley 2018) Auf Du und Du                 | Eerste publicatie: 20 juli 2018 Andrea Jürgens met Ireen Sheer                                   |
| 2019 | Strangers in the Night 25 Jahre Maximilian Arland und Freunde | Eerste publicatie: 24 mei 2019 Maximilian Arland & Ireen Sheer; origineel: Frank Sinatra         |

| Jaar | Titel Album                                                                    | Opmerkingen                                                                       |
| ---- | ------------------------------------------------------------------------------ | --------------------------------------------------------------------------------- |
| 1996 | Lasst uns an Wunder glauben Viermal das Beste – Die großen Hits der Superstars | Eerste publicatie: 26 augustus 1996 met Nicole, Angelika Milster & Vicky Leandros |

| Jaar | Titel Soundtrack van                                             | Opmerkingen                                                                                    |
| ---- | ---------------------------------------------------------------- | ---------------------------------------------------------------------------------------------- |
| 1981 | Liebe auf Eis / L’amour Est Mort (Franse versie) Der Jazz-Sänger | Eerste publicatie: 26 mei 1981 met Gilbert Bécaud; origineel: Neil Diamond – Love on the Rocks |

## Promopublicaties
| Jaar | Titel Album                                                               | Opmerkingen                                                                                         |
| ---- | ------------------------------------------------------------------------- | --------------------------------------------------------------------------------------------------- |
| 1995 | Peter Kreuder Dance Medley –                                              | Eerste publicatie: 1995 met Volker Bengl, Dieter Thomas Heck, Andreas Martin & Judy Weiss           |
| 1999 | Er kann nicht tanzen Tanz mit mir                                         | Eerste publicatie: 20 april 1999                                                                    |
| 2003 | Wenn du den Mond siehst Zeitlos                                           | Eerste publicatie: 2003 Origineel: LeAnn Rimes – Can’t Fight the Moonlight                          |
| 2003 | Ich bin stark Leben heißt lieben                                          | Eerste publicatie: 2003                                                                             |
| 2003 | Music Is My Life Leben heißt lieben                                       | Eerste publicatie: 2003                                                                             |
| 2004 | Ich komm wieder Leben heißt lieben                                        | Eerste publicatie: 2004                                                                             |
| 2007 | Und dann liege ich in deinen Armen Bin wieder verliebt                    | Eerste publicatie: 6 april 2007                                                                     |
| 2008 | Bleib heute Nacht Frei                                                    | Eerste publicatie: 5 september 2008                                                                 |
| 2009 | In die Sonne Frei                                                         | Eerste publicatie: 6 mei 2009                                                                       |
| 2010 | Männer wollen alle das Eine Männer                                        | Eerste publicatie: 7 april 2010                                                                     |
| 2010 | Jeder Tag Männer                                                          | Eerste publicatie: 12 augustus 2010 Promo-cd voor het huwelijk van Ireen Sheer en Klaus-Jürgen Kahl |
| 2010 | Jeden Tag Männer                                                          | Eerste publicatie: november 2010                                                                    |
| 2011 | Sunshine in the Rain Männer                                               | Eerste publicatie: april 2011                                                                       |
| 2012 | Mehr als nur perfekt Heller als die Sterne                                | Eerste publicatie: februari 2012                                                                    |
| 2012 | Regen an einem Sonntag Heller als die Sterne                              | Eerste publicatie: juni 2012                                                                        |
| 2013 | Wir dreh’n die Zeit zurück Heller als die Sterne                          | Eerste publicatie: 29 april 2013                                                                    |
| 2013 | Zumba Zumba Jetzt oder nie – Ihre grössten Hits                           | Eerste publicatie: augustus 2013                                                                    |
| 2014 | Du bist meine Liebe, nicht mein Leben Jetzt oder nie – Ihre grössten Hits | Eerste publicatie: maart 2014                                                                       |
| 2014 | Was ist dir die Liebe Wert Jetzt oder nie – Ihre grössten Hits            | Eerste publicatie: juli 2014                                                                        |
| 2019 | Tennessee Waltz Ich muss mir nichts mehr beweisen                         | Eerste publicatie: 3 mei 2019                                                                       |
| 2019 | Keiner läßt mich fliegen so wie du Ich muss mir nichts mehr beweisen      | Eerste publicatie: 12 juli 2019                                                                     |
| 2019 | Männergrippe Ich muss mir nichts mehr beweisen                            | Eerste publicatie: 11 oktober 2019                                                                  |
| 2022 | Ab jetzt wird gelebt Auf Wiedersehn – Goodbye                             | Eerste publicatie: 19 augustus 2022                                                                 |

## Statistiek

### Evaluatie
|                         | DE | AT | CH |
| ----------------------- | -- | -- | -- |
| Nummer 1-albums         | —  | —  | —  |
| Top 10-albums           | —  | —  | —  |
| Albums in de hitlijsten | 4  | —  | 1  |

|                          | DE | AT | CH |
| ------------------------ | -- | -- | -- |
| Nummer 1-singles         | —  | —  | —  |
| Top 10-singles           | 1  | —  | 1  |
| Singles in de hitlijsten | 4  | —  | 1  |